# Johan Lassagård
John Fredrik Johan Lassagård, född 22 juni 1994, är en svensk fotbollsspelare som spelar för Vinbergs IF.

## Karriär
I december 2016 värvades Lassagård av Falkenbergs FF, där han skrev på ett tvåårskontrakt. Den 18 februari 2017 tävlingsdebuterade Lassagård för FFF i en 3–0-vinst över Ytterhogdals IK i Svenska cupen. Han gjorde även sitt första mål i matchen. Lassagård debuterade i Superettan den 2 april 2017 i en 2–0-förlust mot Östers IF, där han blev inbytt i den 80:e minuten mot Mahmut Özen. I december 2018 förlängde Lassagård sitt kontrakt med ett år.
Den 30 juli 2019 lånades Lassagård ut till division 1-klubben IFK Värnamo. Inför säsongen 2020 blev det en permanent övergång till IFK Värnamo för Lassagård. I januari 2021 värvades han av Lindome GIF. Inför säsongen 2022 skrev Lassagård på ett ettårskontrakt med Tvååkers IF. I september 2022 förlängde han sitt kontrakt med ett år. I juli 2023 lämnade Lassagård klubben.
I augusti 2023 blev Lassagård klar för en återkomst i moderklubben Vinbergs IF.

## Karriärstatistik
| Klubb              | Säsong             | Liga                          | Liga    | Liga | Svenska cupen | Svenska cupen | Totalt  | Totalt |
| Klubb              | Säsong             | Division                      | Matcher | Mål  | Matcher       | Mål           | Matcher | Mål    |
| ------------------ | ------------------ | ----------------------------- | ------- | ---- | ------------- | ------------- | ------- | ------ |
| Vinbergs IF        | 2011               | Division 3 Sydvästra Götaland | 22      | 1    | 0             | 0             | 22      | 1      |
| Vinbergs IF        | 2012               | Division 3 Sydvästra Götaland | 8       | 1    | 0             | 0             | 8       | 1      |
| Vinbergs IF        | 2013               | Division 3 Sydvästra Götaland | 22      | 4    | 0             | 0             | 22      | 4      |
| Vinbergs IF        | 2014               | Division 3 Sydvästra Götaland | 20      | 3    | 0             | 0             | 20      | 3      |
| Vinbergs IF        | 2015               | Division 2 Västra Götaland    | 22      | 4    | 0             | 0             | 22      | 4      |
| Vinbergs IF        | 2016               | Division 2 Västra Götaland    | 26      | 3    | 0             | 0             | 26      | 3      |
| Vinbergs IF        | Totalt             | Totalt                        | 120     | 16   | 0             | 0             | 120     | 16     |
| Falkenbergs FF     | 2017               | Superettan                    | 13      | 0    | 4             | 1             | 17      | 1      |
| Falkenbergs FF     | 2018               | Superettan                    | 0       | 0    | 0             | 0             | 0       | 0      |
| Falkenbergs FF     | 2019               | Allsvenskan                   | 1       | 0    | 3             | 0             | 4       | 0      |
| Falkenbergs FF     | Totalt             | Totalt                        | 14      | 0    | 7             | 1             | 21      | 1      |
| IFK Värnamo (lån)  | 2019               | Division 1 Södra              | 14      | 3    | 1             | 0             | 15      | 3      |
| IFK Värnamo        | 2020               | Ettan Södra                   | 27      | 7    | 0             | 0             | 27      | 7      |
| Lindome GIF        | 2021               | Ettan Södra                   | 28      | 1    | 1             | 0             | 29      | 1      |
| Tvååkers IF        | 2022               | Ettan Södra                   | 30      | 4    | 2             | 0             | 32      | 4      |
| Tvååkers IF        | 2023               | Ettan Södra                   | 13      | 0    | 1             | 0             | 14      | 0      |
| Tvååkers IF        | Totalt             | Totalt                        | 43      | 4    | 3             | 0             | 46      | 4      |
| Vinbergs IF        | 2023               | Division 3 Sydvästra Götaland | 10      | 0    | 0             | 0             | 10      | 0      |
| Vinbergs IF        | 2024               | Division 3 Sydvästra Götaland | 1       | 0    | 0             | 0             | 1       | 0      |
| Vinbergs IF        | Totalt             | Totalt                        | 11      | 0    | 0             | 0             | 11      | 0      |
| Totalt i karriären | Totalt i karriären | Totalt i karriären            | 257     | 31   | 12            | 1             | 269     | 32     |